# Подільське слово (1967)
«Подільське слово» — тижневик, газета Тернопільської районної ради. Заснована у березні 1967 (до 1991 — «Шляхом Ілліча»).

## Про видання
Перше число газети вийшло 3 березня 1967 р. Часопис виходив тричі (1967—1989), двічі (1989—1996) на тиждень, нині — щоп'ятниці. Наклад — 2580 примірників. 4 сторінки — кольорові, решта чорно-білі. Розповсюджується передплатою і вроздріб у м. Тернополі і селах Тернопільського району.
У 2004—2008 рр. при газеті виходив часопис «Дорожник».
Раз у місяць на шпальтах газети виходить чотиристорінкове видання Байковецької сільської ради «Байківці і байківчани».
Архів 2013—2019

## Редакція

### Редактори
- Михайло Чухрій (1967—1972),
- А. Стечишин,
- Микола Лівінський
- Галина Мацейків (1988—2004),
- Ганна Макух (2004—2016),
- Наталія Чапрак (від 29.07.2016)[2].

### Працювали
Різного часу в редакції газети працювали Володимир Чухрій, Галина Самусь, Михайло Ковальчик, Микола Вишневський, Ганна Огородник, Євген Безкоровайний, Петро Гудима, Зоряна Замкова, Євген Коверко, Богдан Новосядлий, Ярослав Бачинський, Степан Слюзар, Зиновій Фрис, Галина Юрса, Тетяна Бойко, Ігор Дуда, Ольга Чорна, Микола Николин, Лідія Хміляр, Іван Лоцман, Олександр Яцківський, Степан Червінський, Броніслава Фотима, Іван Якушкін, Павло Вітрук, Ярослав Стареправо, Лариса Лукащук, Ірина Дем'янова, Надія Музика, Андрій Дікальчук, Наталія Лазука, Ольга Гавліч, Марія Безкоровайна, Андрій Омельницький, Ірина Юрко, літературний редактор Тетяна Свинаник, головний бухгалтер Анастасія Балагура, водій Олег Романський.

### Працюють
Зараз у редакції працюють журналіст Лілія Куленич, відповідальний секретар Людмила Калита (від 2011), Іван Юзьків, головний бухгалтер Віталій Балагура.

## Рубрики
Основні газетні рубрики: Новини, Гаряча тема, Влада, Місцеве самоврядування, Духовність, Героям слава!, Позиція, Служба 102, Актуальне інтерв'ю, Цікаві зустрічі, Спортивні новини, Податкові новини, Шкільний меридіан, Треба знати, Вітаємо, Справи приватні, Людина і її справа.

## Конфлікт
Газета перебуває в процесі реформування відповідно до Закону України «Про реформування державних і комунальних друкованих ЗМІ», ухвалено рішення про участь часопису в другому етапі реформи. 29 липня 2016 року депутати Тернопільської районної ради звільнили головного редактора Ганну Макух та призначили на цю посаду Наталію Чапрак, що є дружиною Підгороднянського сільського голови. Колектив газети вважає це звільнення незаконним. Жоден із депутатів, присутніх на сесії, не виступив із цього питання і не пояснив причини звільнення Ганни Макух. Також на сесії ухвалили рішення про передачу приміщення редакції газети на баланс районної ради. До того часу двоповерховий будинок на вул. Бродівській, 17 перебував на балансі редакції.
За версією колективу редакції, причиною звільнення головного редактора стало небажання виконувати забаганки так званої демократичної влади і перетворювати газету в рупор очільника району Олександра Похилого, тим більше, що Тернопільська райдержадміністрація вийшла зі складу засновників видання. За словами Ганни Макух, голова РДА висловлював їй своє обурення щодо світлин на першій шпальті, мовляв, «Чому я на п'ятій сторінці, а на першій якісь механізатори, діти?». Згодом керівництво району почало вимагати в редактора перед друком надсилати в райдержадміністрацію сторінки газети для перевірки.
Станом на 3 серпня рішення про звільнення Ганна Макух ще не отримала, а вже 4 серпня представники райради прийшли складати акт прийому-передачі товарно-матеріальних цінностей редакції, вилучивши Книгу наказів редакції, що зафіксували викликані на місце події патрульні поліцейські.
5 серпня 2016 року вперше за історію існування газети зірваний випуск чергового номера — газета не вийшла.
Зі зверненнями редакція звернулася до НСЖУ, Держкомтелерадіо, Президента України, Голови Верховної Ради, Глави Уряду. Більшість працівників написали заяви на звільнення, а редактор газети Ганна Макух подала в суд, який визнав звільнення незаконним і зобов'язав райраду поновити Ганну Миколаївну на посаді редактора.